# L'Île des morts (film, 1975)
Pour les articles homonymes, voir Île des morts.
Pour plus de détails, voir Fiche technique et Distribution.
L'Île des morts (Τα παιδιά του Διαβόλου) est un film d'épouvante grec réalisé par Nico Mastorakis et sorti en 1976.

## Synopsis
Christopher et Celia louent une maison sur l'île grecque de Mykonos pour leur prétendue lune de miel. Les habitants les prennent pour des jeunes mariés normaux, mais Christopher et Celia sont en fait des sadiques sexuels et des meurtriers, qui ont quitté Londres pour se lancer dans une série de meurtres à l'étranger.
Le lendemain de leur arrivée, Christopher, excité, viole une chèvre et la tue. Ils rencontrent ensuite un peintre français attiré par Celia. Ils le clouent au sol dans une position de crucifixion et lui versent de la peinture dans la gorge jusqu'à ce qu'il s'étouffe. Ils jettent ensuite son corps dans l'océan. Tout en faisant connaissance avec les habitants de l'île, le couple rencontre Patricia, une femme riche et âgée, et est invité à un mariage homosexuel entre un Américain d'âge moyen et son amant grec. Christopher et Celia s'introduisent dans la maison du couple lors de la nuit de noces. Christopher poursuit le vieil homme dans la rue avant de le poignarder à mort ; Celia abat son amant d'une balle dans la tête avec un pistolet et met en scène un suicide.
Le couple tue ensuite Foster, un policier américain qui les suivait, en le suspendant à son avion et en le faisant voler au-dessus de l'océan. Celia commence à résister aux escapades meurtrières de Christopher et hésite lorsqu'il s'en prend à Patricia. Il arrive chez elle et tous deux commencent à faire l'amour sous le regard de Celia. Christopher urine sur elle et la bat jusqu'à ce qu'elle perde connaissance avant d'emporter son corps à l'extérieur et de la décapiter à l'aide d'un bulldozer. Le lendemain, alors que Christopher est parti pêcher, deux hippies tentent de violer Celia alors qu'elle prend un bain. De retour chez lui, Christopher les découvre en flagrant délit, ce qui l'amène à tuer l'un d'eux avec un fusil de chasse et à noyer l'autre dans les toilettes.
Christopher décide de s'en prendre à une barmaid lesbienne locale, Leslie, qui s'intéresse à Celia. Celia se rend chez elle et Leslie l'invite à prendre de l'héroïne ; Christopher entre alors et l'assomme avant de lui injecter une dose mortelle. Après sa mort, il utilise un aérosol et une bougie pour lui brûler le visage.
Celia commence à rêver d'un homme mystérieux et craint que la petite taille de l'île ne conduise la police à la soupçonner, elle et Christopher, d'être à l'origine de cette série de décès. Lorsqu'un auteur local de romans policiers trouve le corps de Leslie, la police se met à la recherche de Christopher et de Celia. Ils se réfugient dans une ferme isolée de l'île et rencontrent un berger muet qui s'avère être l'homme dont Celia a eu des prémonitions. Il est alors révélé que Christopher et Celia sont en fait frère et sœur et qu'ils ont entretenu une relation incestueuse. Le lendemain matin, le berger viole Celia dans la grange, puis assomme Christopher avant de le violer par voie anale. Il jette ensuite Christopher dans une fosse à lessive, et Celia s'attache à l'étranger. Un déluge de pluie arrive sur l'île, et Christopher meurt dans la fosse à lessive pendant que Celia et le berger font l'amour.

## Fiche technique
- Titre français : L'Île des morts
- Titre original italien : Τα παιδιά του Διαβόλου, Ta pediá tou diavólou[1],[2]
- Réalisation : Nico Mastorakis
- Scénario : Nico Mastorakis
- Photographie : Nikos Gardelis
- Montage : Vasilis Syropoulos
- Musique : Nikos Lavranos
- Production : Nestoras Pavelas, Nico Mastorakis
- Société de production : Omega Pictures
- Format : couleurs - 1,37:1 - Son mono - 35 mm
- Pays de production :  Grèce
- Langue originale : anglais
- Durée : 108 minutes
- Genre : film d'épouvante
- Date de sortie :
  - Italie : 1976

## Distribution
- Robert Behling (sous le nom de « Bob Belling ») : Christopher
- Jane Lyle (sous le nom de « Jane Ryall ») : Celia
- Jessica Dublin (it) : Patricia
- Gerard Gonalons : Foster
- Jannice McConnell (sous le nom de « Janice McConnel ») : Leslie
- Nikos Tsachiridis : le berger
- Ray Richardson (sous le nom de « Ray Zuk »)
- Marios Tartas (sous le nom de « Mario Tatras »)
- Efi Bani (sous le nom de « Efi Banny »)
- Clay Half (sous le nom de « Clay Huff »)